# Алкмеон (сын Амфиарая)
Алкмео́н (др.-греч. Ἀλκμαίων) — в древнегреческой мифологии сын Амфиарая и Эрифилы, брат Амфилоха. Амфиарай убит по предопределению судьбы в походе против Фив, в котором он принял участие, будучи к тому склонён супругою.

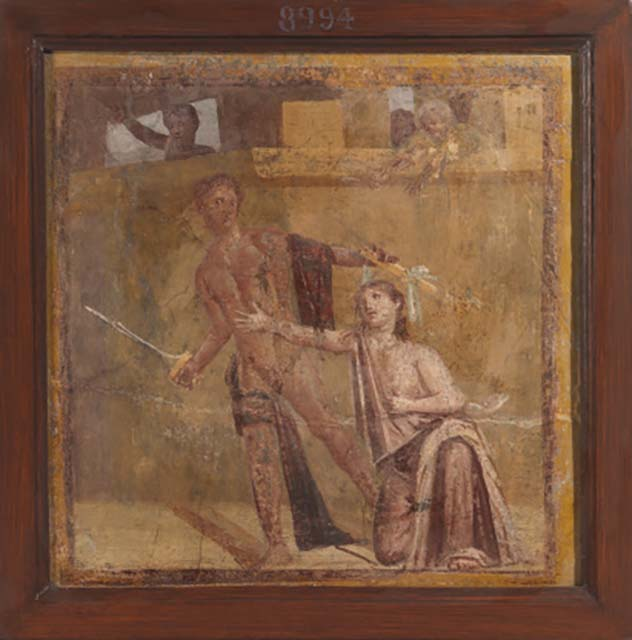
Алкмеон убивает свою мать Эрифилу, античная фреска из Помпей

Алкмеон — предводитель похода Эпигонов на Фивы (избран оракулом Аполлона). Убил в бою Лаодаманта, царя Фив. Был женихом Елены.
Алкмеон согласно данному отцу обещанию отомстил за его смерть убийством матери по велению оракула Аполлона, затем сошёл с ума и был преследуем эриниями, от которых он мог освободиться только в том случае, если поселится в стране, образовавшейся после совершенного им убийства, так как его мать прокляла ту страну (из существовавших), которая бы его приняла. Он впал в безумие и бежал в Аркадию, затем в Псофиду к Фегею, который очистил его от скверны и женил на дочери Арсиное (либо Алфесибее), которой Алкмеон подарил пеплос и ожерелье.
Затем он помог Диомеду перебить сыновей Агрия в Калидоне. По Эфору, вместе с Диомедом покарал врагов Ойнея, а затем захватил Акарнанию. Согласно Эфору, основал амфилохийский Аргос, назвав его в честь брата. Обосновался у области эниадов, в устье Ахелоя, по словам оракула.
Алкмеон нашёл наконец спокойствие на вновь образовавшемся на реке Ахелое острове и, удалив от себя свою первую супругу Арсиною, женился на дочери бога этой реки Ахелоя Каллирое. Он основал город на земле, намытой Ахелоем, и поселился там. Позже он, дабы исполнить желание свой супруги, хитростью выманил у своего тестя, Фегея, ожерелье и пеплос Эрифилы и отдал их Каллирое.
Он был убит посланными за ним в погоню сыновьями этого последнего. Сыновья Фегея в Аркадии убили Алкмеона из засады, обвинив в убийстве Арсиною. Его судьба описывается в одном старинном эпосе (греч. Ἀλκμαίονις) и в нескольких трагедиях. Но ни одно из этих произведений не сохранилось.
Сыновья Алкмеона и Каллирои — Акарнан и Амфотер.

## Последующая традиция
Статуя в Аргосе вместе с другими эпигонами, статуя в Дельфах. Похоронен в Псофиде, рядом с могилой кипарисы, посвященные герою. Упомянут в «Одиссее» (XV 248), у Стесихора (Эрифила, фр. S148 Пейдж).
Действующее лицо киклических поэм «Эпигоны» и «Алкмеонида», трагедий Софокла «Эпигоны» (фр.185-190 Радт) и «Алкмеон» (фр.108 Радт), трагедий Еврипида «Алкмеон в Коринфе», «Алкмеон в Псофиде», трагедий Феодекта «Алкмеон», Агафона, Никомаха, Ахея Эретрийского, Астидаманта Младшего, Еварета, Энния, Акция «Алкмеон», поэмы Тимофея «Алкмеон». У Астидаманта убийство матери было совершено в неведении.